# Glarona Nord
Glarona Nord (in tedesco Glarus Nord; in francese Glaris Nord) è un comune svizzero di 18 483 abitanti del Canton Glarona; ha il titolo di città ed è il comune più popolato del cantone.

## Geografia fisica

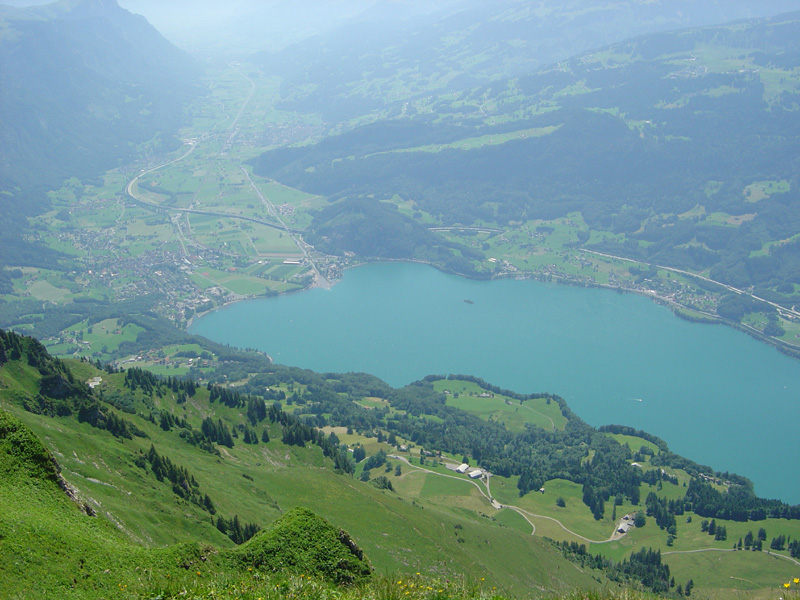
Il lago di Walenstadt

Il lago di Walenstadt (Walensee) è parzialmente compreso nel territorio comunale.

## Storia
Il comune di Glarona Nord è stato istituito il 1º gennaio 2011 con la fusione dei comuni soppressi di Bilten, Filzbach, Mollis, Mühlehorn, Näfels, Niederurnen, Oberurnen e Obstalden; capoluogo comunale è Niederurnen.

## Geografia antropica

### Frazioni
Le frazioni di Glarona Nord sono:
- Bilten[3]
  - Oberbilten
  - Rufi
  - Unterbilten
  - Ussbühl
- Filzbach[4]
- Mollis[5]
  - Beglingen
- Mühlehorn[6]
  - Mühletal
  - Tiefenwinkel
  - Vortobel
- Näfels[7]
  - Näfelser Berg
- Niederurnen[8]
  - Ziegelbrücke[9]
- Oberurnen[10]
- Obstalden[11]
  - Mülital
  - Nidstalden
  - Stocken
  - Voglingen
  - Walenguflen

## Infrastrutture e trasporti
La città è servita dalle stazioni di Bilten sulla ferrovia Siebnen-Wangen-Ziegelbrücke (linea S27 della rete celere di Zurigo), di Ziegelbrücke sulle ferrovie Siebnen-Wangen-Ziegelbrücke (linea S27 della rete celere di Zurigo e linea S4 della rete celere di San Gallo) e Ziegelbrücke-Linthal (linea S25 della rete celere di Zurigo), di Näfels-Mollis sulle ferrovie Ziegelbrücke-Linthal e Rapperswil-Schwanden (linea S6 della rete celere di San Gallo) e di Mühlehorn sulla ferrovia San Gallo-Sargans-Ziegelbrücke-Uznach-Wattwil-San Gallo (linea S4 della rete celere di San Gallo).